# Colbey Ross
Colbey Ross (Aurora (Colorado), 22 de octubre de 1998) es un jugador de baloncesto estadounidense que juega en el Pallacanestro Trieste de la Lega Basket Serie A, la máxima categoría del baloncesto italiano. Con 1,85 de estatura, su puesto natural en la cancha es el de base.

## Trayectoria deportiva

### Universidad
Ross se formó en la Eaglecrest High School situada en Centennial (Colorado), antes de ingresar en 2017 en la Universidad Pepperdine, situada en Malibu (California), donde disputaría durante 4 temporadas la NCAA con los Pepperdine Waves, desde 2017 a 2021.

### Profesional
Tras no ser seleccionado en el draft de la NBA de 2021, el 28 de septiembre de 2021 firma por el Basketball Nymburk de la NBL, la primera división del país checo, con el que conquista la liga al término de la temporada.
El 20 de julio de 2022, firma por el Pallacanestro Varese de la Lega Basket Serie A, la máxima categoría del baloncesto italiano.
El 23 de julio de 2023 fichó por el KK Budućnost Podgorica de la Prva A Liga.
El 21 de diciembre de 2023 fichó por el Derthona Basket de la Lega Basket Serie A italiana.
El 5 de julio de 2024 firmó por el Pallacanestro Trieste de la Lega Basket Serie A.